# Болдыжев, Иван Иванович
Иван Иванович Болдыжев (Иван Верунин) (1859—1910) — подполковник, военный писатель.

## Биография
Иван Болдыжев родился в 1859 году. Почти всю службу провёл в 121-м пехотном Пензенском полку (1877—1910 гг.), вместе с которым принимал участие в русско-турецкой войне 1877—1878 гг., во время которой получил орден Святого Георгия 4-й степени, и в русско-японской войне 1904—1905 гг.
Хорошо зная психологию солдата, Болдыжев написал под псевдонимом «Иван Верунин» ряд рассказов для солдат и пьес для народно-солдатского театра.
С 1909 году редактировал в городе Харькове журнал для нижних чинов «Воин» и составил историческую памятку Пензенского полка.
Иван Иванович Болдыжев умер 15 февраля 1910 года и был похоронен в Харькове на Иоанно-Усекновенском кладбище (кладбище снесено в годы советской власти).

## Сочинения
- Божье наказание. Сцены в 3-х д. СПб., 1897
- Вот так выручил из беды! Комедия в 1-м д. СПб., 1897
- Добрых дел мастер. Безделка в 2-х картинах. СПб., 1897
- Жизнь за царя и родину. Драматические сцены в 3-х д. Из русско-японской войны. Харьков, 1909
- Любовь на выдумки хитра. Фарс в 2-х действиях. СПб., 1897
- Народно-солдатский театр. Харьков, 1891 (2-е издание в 4-х выпусках: СПб., 1897—1912)
- Памятка 121-го пехотного Пензенского генерал-адъютанта графа Милютина полка. Для нижних чинов. Харьков, 1894 (2-е издание: Харьков, 1907)
- Процессуальная ошибка. Харьков, 1911
- 17 октября 1888 года (С нами — Бог!). Харьков, 1892